# 腸内細菌
腸内細菌（ちょうないさいきん）とは、ヒトや動物の腸の内部に生息している細菌のこと。ヒトでは、種類は500～1000とも約3万とも言われる。概数についても大腸40兆・小腸1兆、100兆と諸説ある。総重量は1.5kg-2kgと推計される。
これらの細菌を全体として腸内細菌叢（腸内フローラ、symbiosis）と総称する。各細菌は相互および宿主であるヒトとの間の代謝物のやり取りなどを通じて複雑な生態系をなし、ヒトの生理や病気の発生に深く関わっている。このため、腸内にいる各細菌がヒトの健康に有害かどうかを基準に「善玉菌」「悪玉菌」とそれ以外（いわゆる「日和見菌」）で呼び分けることもある。腸内細菌叢は個人差があるほか、国際的な比較研究により食生活や居住国による違いも大きいことが明らかになっている。

## 概要
ヒトをはじめ哺乳動物は、母親の胎内にいる間は、基本的に他の微生物が存在しない無菌の状態にあるが、出産後は外部環境にいる微生物と接触して、一部は常在菌として定着する。生後3-4時間後には、あるものは食餌を介して、あるものは母親などの近親者との接触で、あるものは出産時に産道で感染することによって、様々な経路で微生物が感染し、その微生物の一部は体表面、口腔内、腸を含む消化管内、鼻腔内、泌尿生殖器系などで、それぞれの部位における常在性の微生物になる。一部の原生動物や古細菌を除き、その多くは真正細菌であり、一般には常在細菌と総称されることが多い。このうち消化管の下部にあたる、腸管内の常在細菌が腸内細菌である。腸の内面を広げるとテニスコート1面分にも相当しさながら花畑のように細菌類が生息していることから「腸内フローラ」とも呼ばれる。1960年頃までは腸内には大腸菌しか認識されていなかったが、今日ではこうした考えが一般化した。
腸内環境は嫌気性であり、腸内細菌の99%以上が嫌気性生物である偏性嫌気性菌に属している。これらの腸内細菌の代謝反応は還元反応が主体であり、また種々の分解反応が特徴的となっている。嫌気呼吸の種類には、嫌気的解糖、硝酸塩呼吸、硫酸塩呼吸、炭酸塩呼吸などがあり、基質を還元することによって代謝に必要な電子を得ており、例えば、硝酸塩から亜硝酸塩を、硫酸塩から硫化水素を、炭酸からメタンを生成するような例がある。
腸内の細菌叢を構成している腸内細菌は、互いに共生しているだけでなく、宿主であるヒトや動物とも共生関係にある。宿主が摂取した食餌に含まれる栄養分を主な栄養源として発酵することで増殖し、同時に様々な代謝物を産生する。腸内細菌が発酵によって作り出したガスや悪臭成分がおならの一部になる。腸内細菌は、草食動物やヒトのような雑食動物において食物繊維を構成する難分解性多糖類を短鎖脂肪酸に転換して宿主にエネルギー源を供給したり、外部から侵入した病原細菌が腸内で増殖するのを防止する感染防御の役割を果たりするなど、宿主の恒常性維持に役立っている。しかし、腸管以外の場所に感染した場合や、抗生物質の使用によって腸内細菌叢のバランスが崩れた場合には病気の原因にもなる。また、後述に示すような生理作用があるため、腸内細菌間のバランスを崩すとヒトの脳をはじめ、心臓、関節など一見腸とは関わりがなさそうに見えるあらゆる部位の病気に発展する可能性を持っており、寿命にも大きな影響を及ぼす。
糞便のうち、約半分が腸内細菌またはその死骸であると言われている。宿主であるヒトや動物が摂取した栄養分の一部を利用して活動し、他の種類の腸内細菌との間で数のバランスを保ちながら、一種の生態系（腸内細菌叢、腸内常在微生物叢、腸内フローラ）を形成している。腸内細菌類が「縄張り」を主張し、侵入してきた新しい菌に対しては腸内フローラを形成している細菌類が攻撃を加える。このため病原菌などは通常駆逐され、病気や老化から守る役割を果たしている。腸内細菌の種類と数は、動物種や個体差、消化管の部位、年齢、食事の内容や体調によって違いが見られるが、その大部分は偏性嫌気性菌であり腸球菌など培養可能な種類は全体の一部であり、VNCの種類も多数存在する。なお、その名称から腸内細菌の代表のように考えられている大腸菌は全体の0.1%にも満たない。

## ヒトの腸内細菌の数
メタゲノム解析など分析技術の進歩に伴い腸内での生息が判明した菌の種類は増加する傾向があるが、腸内細菌は多数の雑多な菌種によって構成され、一人のヒトの腸内には100種から3000種類の細菌が100兆個から1000兆個の腸内細菌が長さ約10mの腸内に生息しており、重量にすると約1.5-2kgに相当する。一般にヒトの細胞数は60-70兆個程度と言われており、細胞の数ではその16倍に匹敵するだけの腸内細菌が存在することになる。ただし細菌の細胞は、ヒトの細胞に比べてはるかに小さいため、個体全体に占める重量比が宿主を上回ることはない。腸管内容物を見ると、内容物1gに100億個から1,000億個（1010-1011個）の腸内細菌が存在しており、糞便の約半分は腸内細菌か、またはその死骸によって構成されている。

## ヒトの腸内細菌叢の構成
| ヒトの大腸でよく見られる細菌                     |                   |
| 菌                                               | 発見率 (%)        |
| バクテロイデス門Bacteroides fragilis             | 100               |
| バクテロイデス門Bacteroides melaninogenicus      | 100               |
| バクテロイデス門Bacteroides oralis               | 100               |
| フィルミクテス門Enterococcus faecalis            | 100               |
| プロテオバクテリア門大腸菌                       | 100               |
| プロテオバクテリア門エンテロバクター属 sp.       | 40-80             |
| プロテオバクテリア門クレブシエラ属 sp.           | 40-80             |
| 放線菌門Bifidobacterium bifidum （ビフィズス菌） | 30-70             |
| フィルミクテス門黄色ブドウ球菌                   | 30-50             |
| フィルミクテス門ラクトバシラス属 （乳酸菌）      | 20-60             |
| フィルミクテス門ウェルシュ菌                     | 25-35             |
| プロテオバクテリア門Proteus mirabilis            | 5-55              |
| フィルミクテス門Clostridium tetani               | 1-35              |
| フィルミクテス門Clostridium septicum             | 5-25              |
| プロテオバクテリア門緑膿菌                       | 3-11              |
| プロテオバクテリア門Salmonella enteritidis       | 3-7               |
| フィルミクテス門Faecalibacterium prausnitzii     | ?common（一般的） |
| フィルミクテス門Peptostreptococcus sp.           | ?common（一般的） |
| フィルミクテス門Peptococcus sp.                  | ?common（一般的） |

ヒトや動物の腸は、摂取した食餌を分解し吸収するための器官であるため、生物が生育するのに必要な栄養分が豊富な環境である。このため、体表面や泌尿生殖器などと比較して、腸内は種類と数の両方で、最も常在細菌が多い部位である。この多様な細菌群は、消化管内部で生存競争を繰り広げ、互いに排除したり共生関係を築きながら、一定のバランスが保たれた均衡状態にある生態系が作られる。このようにして作られた生態系を腸内細菌叢（ちょうないさいきんそう）と呼ぶ。なお、この系には細菌だけでなく表皮常在菌・環境常在菌として存在している広義酵母などの菌類や、細菌に感染するファージなども混在してバランスを形成しているため、腸内常在微生物叢、腸内フローラ、腸内ミクロフローラなどという用語がより厳密ではあるが、一般にはこれらの細菌以外の微生物も含めて腸内細菌叢と呼ばれることが多い。
ヒトや動物が摂取した食餌は、口、食道、胃を経て、十二指腸などの小腸上部に到達し、その後、宿主に栄養分を吸収されながら、大腸、直腸へと送り出される。このため、消化管の場所によって、その内容物に含まれる栄養分には違いが生じる。また消化管に送り込まれる酸素濃度が元々高くないのに加えて、腸管上部に生息する腸内細菌が呼吸することで酸素を消費するため、下部に進むほど腸管内の酸素濃度は低下し、大腸に至るころにはほとんど完全に嫌気性の環境になる。このように同じ宿主の腸管内でも、その部位によって栄養や酸素環境が異なるため、腸内細菌叢を構成する細菌の種類と比率は、その部位によって異なる。一般に小腸の上部では腸内細菌の数は少なく、呼吸と発酵の両方を行う通性嫌気性菌の占める割合が高いが、下部に向かうにつれて細菌数が増加し、また同時に酸素のない環境に特化した偏性嫌気性菌が主流になる。
一方、胆汁酸は脂質や脂溶性ビタミンを乳化し消化吸収を補助するが細菌の細胞膜を溶解する作用も有するため小腸内や胆管での腸内細菌叢の形成を妨げている。毎日、合計で20-30gの胆汁酸が腸内に分泌され、分泌される胆汁酸の約95%は回腸で能動輸送され再吸収され再利用され、腸管から肝臓や胆嚢に抱合胆汁酸が移動することを、腸肝循環と呼んでいる。殺菌作用のある胆汁酸が回腸でほとんど吸収されるため、腸内細菌は回腸以降の大腸を主な活動場所としている。

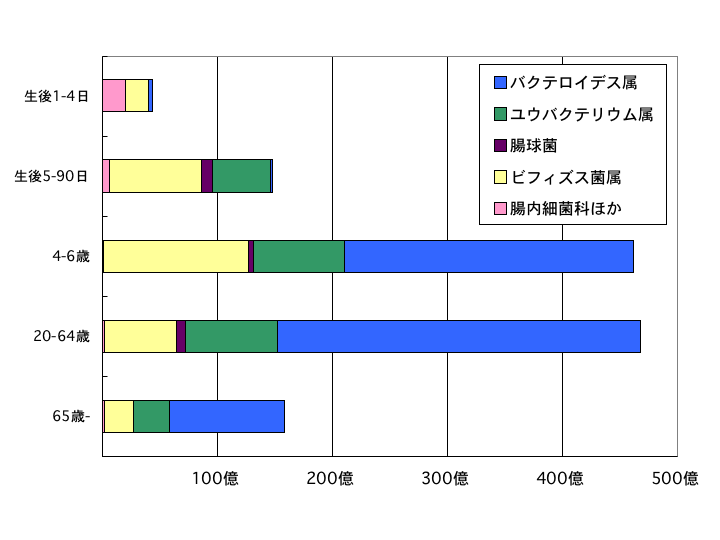
ヒト糞便菌叢の年齢による変化：糞便1g中における菌の組成を示した。糞便菌叢の組成は大腸下部の腸内細菌叢の組成を反映している。「腸内細菌科ほか」に含まれるものの一部を除き、そのほとんどが偏性嫌気性菌である。大腸菌は腸内細菌科に含まれ、その菌数は糞便1gあたり100万個前後。

消化管の部位の違いによるヒト腸内細菌の数（内容物1gあたり）はおよそ以下の通りである。また、菌数は、栄養分、酸素濃度、胃酸に対する耐性、胆汁酸に対する耐性、腸の免疫システムにより排除されないこと、腸壁への付着力、の要素が考えられる。糞便に排出される菌の組成は、大腸のものに類似している。
- 小腸上部: 内容物1gあたり約1万(104)個。乳酸菌（Lactobacillus属）、レンサ球菌（Streptococcus属）、Veionella属、酵母[10] など。好気性、通性嫌気性のものも多い。
- 小腸下部: 1gあたり10万-1,000万(105-107)個。小腸上部の細菌に大腸由来の偏性嫌気性菌が混在。
- 大腸: 1gあたり100億-1,000億(1010-1011)個。ほとんどがバクテロイデス属(Bacteroides)、ユーバクテリウム（Eubacterium）、ビフィズス菌（Bifidobacterium）、クロストリジウム属（Clostridium）などの偏性嫌気性菌。小腸上部由来の菌は105-107個程度。

| バクテロイデス   | 50% |
| ビフィズス菌     | 15% |
| 嫌気性球菌       | 15% |
| ユウバクテリウム | 10% |
| クロストリジウム | 10% |

これらの腸内細菌の組成には個人差が大きく、ヒトはそれぞれ自分だけの細菌叢を持っていると言われる。ただしその組成は不変ではなく、食餌内容や加齢など、宿主であるヒトの様々な変化によって細菌叢の組成もまた変化する。
例えば、母乳で育てられている乳児と人工のミルクで育てられている乳児では、前者では、ビフィズス菌などのBifidobacterium属の細菌が最優勢で他の菌が極めて少なくなっているのに対して、後者ではビフィズス菌以外の菌も多く見られるようになる。このことが人工栄養児が母乳栄養児に比べて、細菌感染症や消化不良を起こしやすい理由の一つだと考えられている。
新生児ではラクトバシラス属が最も多くなる。乳児の腸内細菌の優占種は、ラクトバシラス属とフィルミクテス門の近縁種となる。生後1か月経つと胎便という黒い粘質便が出て、生後3か月間はフィルミクテス門が優勢となる。
乳児が成長して離乳食をとるようになると、バクテロイデス属 （Bacteroides） やユーバクテリウム属 （Eubacterium） など、成人にも見られる嫌気性の腸内細菌群が増加し、ビフィズス菌などは減少する。
野菜を含む食事をとるようになるとバクテロイデス属が全体の30%程度を占めるようになる。
さらに加齢が進み、老人になるとビフィドバクテリウム属 （Bifidobacterium）の数はますます減少し、かわりにラクトバシラス属 （Lactobacillus） や腸内細菌科の細菌、ウェルシュ菌(Clostridium perfringens)などが増加する。
日本人を含めた12カ国のヒトの腸内細菌26種の構成を調べたところ、日本人には他の国民に比べて放線菌門ビフィズス菌（Bifidobacterium）、フィルミクテス門クロストリジウム綱ブラウチア（Blautia）、放線菌門Collinsella、フィルミクテス門バシラス綱レンサ球菌（Streptococcus）、未分類のクロストリジウム綱の菌（Unclassified Clostridiales）が最も多く存在していた。また、日本人の腸内細菌は、炭水化物や海藻類の食物繊維の代謝能力が高く、産生される水素をメタン産生よりも酢酸産生に利用する傾向が強かった。

## 人体における腸内細菌の働き
ヒトの場合、腸内細菌には主に5つの働きがある。
- 病原体の侵入を防ぎ排除する。
- 食物繊維を消化し短鎖脂肪酸を産生する。
- ビタミンB2、ビタミンB6、ビタミンB12、ビタミンK、葉酸、パントテン酸、ビオチンなどのビタミン類の生成をする。
- ドーパミンやセロトニンを合成する。
- 腸内細菌と腸粘膜細胞とで免疫力の約70%を作りだしている。

### 善玉菌と悪玉菌
腸内環境をわかりやすく説明する例として、「善玉菌」と「悪玉菌」に分類されることがある。「善玉菌」は宿主の健康維持に貢献し、「悪玉菌」は害を及ぼすとされる。
この考えは19世紀終わりにイリヤ・メチニコフが発表した「自家中毒説」に端を発している。小腸内で毒性を発揮する化合物が産生されたことが発見され、それが腸から体内に吸収されることが様々な疾患や老化の原因だと考えた。腸内の腐敗は寿命を短くするという仮説を立て、腸内腐敗を予防すれば老化を防止できると考えた。ヨーロッパ各地を遊説中に、長寿国であったブルガリアでヨーグルトが摂食されていることを見出し、そこから分離した「善玉菌」である乳酸菌（ブルガリア菌）を摂取することによって、腸内の腐敗物質が減少することを確認した。
その後の研究によって、腸内細菌と宿主であるヒトの共生関係が徐々に明らかになり、また腸内細菌叢のバランスの変化が感染症や下痢症などの原因になりうることが明らかになったことから、腸内細菌叢のバランスを変化させることによってヒトの健康改善につながるという考えが改めて支持されるようになった。そして、がん、心臓病、アレルギー、認知症のような病気との関連性も高いと指摘されている。これら腸内細菌の中には、悪玉菌の働きを抑える、必要な栄養素を作るというだけでなく、腸内に多い免疫細胞に対するメッセージ物質を生み出す働きを果たしていることも分りつつある。
腸内細菌の全体の2割を占めている善玉菌と呼ばれるものには腸の働きを保つビフィズス菌に代表されるビフィドバクテリウム属 (Bifidobacterium) や、乳酸桿菌と呼ばれるラクトバシラス属 (Lactobacillus) の細菌など乳酸や酪酸など有機酸を作るものが多い。
腸内細菌の全体の1割を占めている悪玉菌にはウェルシュ菌に代表されるクロストリジウム属 (Clostridium) や大腸菌（病原性）など、悪臭のもととなるいわゆる腐敗物質を産生するものを指すことが多い。悪玉菌は二次胆汁酸やニトロソアミンといった発がん性のある物質を作る。偽膜性大腸炎の原因となるクロストリジウム属ディフィシルや病原性を示すバクテロイデス属フラギリスなどもあげられる。悪玉菌は有機酸の多い環境では生育しにくいものも多い。
善玉菌や悪玉菌に必ずしも分類されず、他の菌の影響を受けて作用が変化するものを日和見菌と呼び残りの7割を占める。しかし、その大半は未知なる部分が多い。日和見菌は全体の7割を占め、プロテオバクテリア門腸内細菌科大腸菌（非病原性）、全体の4割を占めるバクテロイデス門バクテロイデス属（非病原性）、フィルミクテス門のユーバクテリウム属、ルミノコッカス属、免疫細胞が暴走した場合にその活動を沈静化すると近年みられるようになったクロストリジウム属（非病原性）などがあげられる。バクテロイデス菌の中には脂肪の吸収を抑え肥満をふせぐものもいるとされる。
トクホに認可された食品には、研究によって血圧や血清コレステロールの低下が確認された製品がある。花粉症などのアレルギー症状が軽減されるという研究報告もある。がんの予防効果を謳った健康食品まで見受けられる（薬機法違反）。整腸と関連したがんやアレルギーなど、様々な疾患を抑制する作用の研究が行われている。ほかに生きたまま腸内に到達可能な乳酸菌（プロバイオティクス）や、腸内の善玉菌が栄養源に利用できるが悪玉菌は利用できない物質（オリゴ糖など、プレバイオティクス）を、製剤や機能性食品として用いることが考案され、多くの製品が開発・実用化されている。
善玉菌は、認知能力の向上などの健康効果が期待できるとして、現在、医学界では発酵食品をなるべく食べることが推奨されている。

#### 善玉菌
- ビフィズス菌
- 乳酸菌
- 酪酸菌

#### 悪玉菌
- ウェルシュ菌
- ブドウ球菌
  - 黄色ブドウ球菌
- 大腸菌 (有毒株)

#### 日和見菌
- バクテロイデス属
- 大腸菌 (無毒株)
- レンサ球菌
- 腸球菌

### プロバイオティクとプレバイオティクス
望ましい腸内細菌叢（善玉菌優位な腸内環境）を誘導する手段として、善玉菌を直接摂取する方法（プロバイオティクス）と、善玉菌の増殖を促進する食材を摂取する方法（プレバイオティクス）がある。

## 宿主との関わり

### 宿主との共生

#### 母乳栄養による乳児の死亡率の低下
死亡した乳児（新生児を除く）を対象とした東京都における調査結果（1957年）によれば、母乳栄養、混合栄養、人工栄養の各栄養法による死亡率比は、成熟児については、ほぼ1:2:3、未熟児については、ほぼ1:2:4の値を示していた。特にビフィズス菌は母乳栄養の糞便に多く存在する。正常な母乳栄養児のフローラはビフィズス菌が極めて優勢である。腸内のビフィズス菌を旺盛にするために母乳に多く含まれる乳糖やオリゴ糖などが有効である。ビフィズス菌は乳糖やオリゴ糖などを分解して乳酸や酢酸を産生して腸内のpHを顕著に低下させ、善玉菌として腸内の環境を整えるほか、花粉症などアレルギー症状の緩和にも貢献していることがわかってきた。乳幼児に多いロタウイルスによる感染性腸炎の抑制をする可能性が報告されている。ラクトフェリンは、母乳・涙・汗・唾液などの外分泌液中に含まれる鉄結合性の糖タンパク質である。ラクトフェリンは、強力な抗菌活性を持つことが知られている。グラム陽性・グラム陰性に関係なく多くの細菌は、生育に鉄が必要である。トランスフェリンと同様、ラクトフェリンは鉄を奪い去ることで、細菌の増殖を抑制する。母乳の中でも、とりわけ出産後数日間に分泌される初乳にはラクトフェリンが多く含まれている。授乳により免疫グロブリンやラクトペルオキシダーゼなどと共に、母体からラクトフェリンが新生児に取り込まれる。ラクトフェリンはこれらの因子と共同で、免疫系が未熟な新生児を外敵から防御していると考えられる。乳酸菌やビフィズス菌などの腸内細菌は、生育の鉄要求性が低く、ラクトフェリンは抗菌活性を示さないあるいは、むしろ増殖を促進する。

#### 短鎖脂肪酸の合成
ヒトの消化管は自力ではデンプンやグリコーゲン以外の食物繊維である多くの多糖類を消化できないが、大腸内の腸内細菌が嫌気発酵することによって、一部が酢酸、酪酸やプロピオン酸のような短鎖脂肪酸に変換されてエネルギー源として吸収される。健常者ではこれらの3種類が短鎖脂肪酸の97%を占め、潰瘍性大腸炎罹患者では罹患部位が広がるごとに短鎖脂肪酸のうち乳酸が占める割合が大きくなってくる。健常者の場合、大腸内で乳酸が生成されると腸内細菌により速やかに酢酸、酪酸、プロピオン酸、炭酸ガス、水素、メタンなどに代謝される。食物繊維の多くがセルロースであり、人間のセルロース利用能力は意外に高く、粉末にしたセルロースであれば腸内細菌を介してほぼ100%分解利用されるとも言われている。デンプンは約4kcal/g のエネルギーを産生するが、食物繊維は腸内細菌による醗酵分解によってエネルギーを産生し、その値は一定でないが、有効エネルギーは0 - 2kcal/gであると考えられている。また、食物繊維の望ましい摂取量は、成人男性で19g/日以上、成人女性で17g/日以上である。食物繊維は、大腸内で腸内細菌によりヒトが吸収できる分解物に転換されることから、食後長時間を経てから体内にエネルギーとして吸収される特徴を持ち、エネルギー吸収の平準化に寄与している。
小腸では栄養素を吸収しても、小腸組織の代謝には流用されずに即座に門脈によって運び去られ、小腸自体の組織は動脈血によって供給される栄養素によって養われる。しかし、大腸の組織の代謝にはこの発酵で生成されて吸収された短鎖脂肪酸が主要なエネルギー源として直接利用され、さらに余剰部分が全身の組織のエネルギー源として利用される。
ウマなどの草食動物ではこの大腸で生成された短鎖脂肪酸が主要なエネルギー源になっているが、ヒトでも低カロリーで食物繊維の豊富な食生活を送っている場合にはこの大腸での発酵で生成された短鎖脂肪酸が重要なエネルギー源となっている。
ヒトの結腸、特に結腸後半の粘膜は、酪酸を産生する腸内細菌が作る酪酸を主たるエネルギー源として利用している。大腸内で産生された酪酸は結腸細胞に優先的にエネルギー源として利用される。酪酸は、大腸の栄養エネルギーの70-90%を占めている。
酪酸を生成する代表的な酪酸菌であるクロストリジウム・ブチリカムは、偏性嫌気性芽胞形成グラム陽性桿菌である。クロストリジウム属のタイプ種でもある。芽胞の形で環境中に広く存在しているが、特に動物の消化管内常在菌として知られている。日本では宮入菌と呼ばれる株が酪酸菌の有用菌株として著名であり、芽胞を製剤化して整腸剤として用いられている。クロストリジウム属の一部の菌は酪酸菌として知られ、漬物の酪酸臭の原因となる。
酪酸は、腸管増殖因子として作用し、抗炎症作用を有し、傷害腸管の修復にも関与している。腸内細菌が産生した酪酸が、ヒストンのアセチル化を促進し、p21遺伝子を刺激し、細胞サイクルをG1期で留めるタンパク質であるp21が大腸がんをG1期に留め置き大腸がんを抑制することが指摘されている。酪酸生成能が高いButyrivibrio fibrisolvensをマウスに投与したところ、酪酸生成量が増加し、発癌物質で誘発した大腸前癌病変の形成が抑制され、大腸がんを予防、抑制する可能性が指摘されている。大腸癌患者の糞便を健常者のものと比較すると有機酸濃度が低く、特にn-酪酸の濃度がとりわけ低値であったことが報告されている。

#### ビタミンの合成
ビタミンKは食物からの摂取と並んで、幾つかの種類に属する複数腸内細菌によっても供給される。ビタミンKは血液凝固作用（止血）にも関係し、これが不足すると各種内出血といった欠乏症が発生する。ヒト成人に於いては通常、腸内細菌による供給だけでも充分必要量を賄えるが、生まれたばかりのヒト新生児では、まだ充分に腸内細菌叢が形成されて居ないため、これを充分に生産出来ない事から、腸内出血（血便）などの異常が発生しやすい。これに加え、胎児や新生児では出産に際して骨を柔らかくするためP450により骨のカルシウム定着にも関係しているビタミンKを体内で分解しているとの説もある。また成人でも抗生物質の投与により腸内細菌叢が損なわれた際には、同様に欠乏症が発生し得る。
ビオチン（ビタミンB7）の一日の目安量は、成人で45μg。腸内細菌叢により供給されるため、通常の食生活において欠乏症は発生しない。ピリドキシン（ビタミンB6）も腸内細菌により供給されている。
食物繊維を多く摂ると腸内細菌によるビタミンB1の合成が盛んになる。
生体内においては、ナイアシン（ビタミンB3）はトリプトファンから生合成される。ヒトの場合は、さらに腸内細菌がトリプトファンからナイアシン合成を行っている。
プロピオン酸生産菌はビタミンB12を生産する主要な菌である。ビタミンB12は、特定の真正細菌及び古細菌による原核生物によってのみ天然に産生され、多細胞または単細胞の真核生物によって産生されたものではない。ヒトや他の動物のいくつかの腸内細菌によって合成されるが、ビタミンB12が吸収される小腸からさらに遠位の大腸でビタミンB12が産生されているので、ヒトは大腸で作られたビタミンB12を吸収することができないが、牛や羊のような反芻動物は共生細菌が胃で増殖し産生されたビタミンB12を腸内で吸収する。
腸内細菌は、パントテン酸（ビタミンB5）、葉酸（ビタミンB9）、リボフラビン、ナイアシン（ビタミンB3）、ビオチン（ビタミンB7）、ビタミンB6、ビタミンB12、ビタミンKも生成する。また、酵母は、ビタミンB1を合成することができる。
ビフィズス菌は、ビタミンB1、ビタミンB2、ビタミンK、その他ビタミンB群を生成する。ビフィズス菌（B. infantis、B. breve、B. bifidum、B. longum及びB. adolescentisのすべて）で菌体内にビタミンB1、B2、B6、B12、C、ニコチン酸(B3)、葉酸(B9)及びビオチン(B7)を蓄積し、菌体外にはビタミンB6、B12及び葉酸を産生した。ヒト（成人）の腸内の平均量のビフィズス菌の推定ビタミン産生量はビタミンB2、B6、B12、Cおよび葉酸で所要量の14-38%を占め無視できない割合と考えられる。
乳酸菌もビタミンCを微量ながら生成する。野菜や果物をあまり摂れない遊牧民は、乳酸発酵された馬乳酒を1日最低1-3リットル程度飲んでいる。馬乳酒にはビタミンCが100mlあたり8-11mg含まれている。

#### ヘムの分解物であるビリルビンの代謝
肝臓においてグルクロン酸転移酵素によりヘムの分解物であるビリルビンはグルクロン酸抱合を受け、水に溶けるようになる。抱合型ビリルビンはほとんどが胆汁の一部となって十二指腸に分泌される。抱合型ビリルビンの一部は大腸に達し、腸内細菌の働きにより還元されてウロビリノーゲンに代謝され、腸から再吸収され、腎臓を経て、尿として排泄される。この循環を腸肝ウロビリノーゲンサイクルと呼ぶ。ウロビリノーゲンは、抗酸化作用を有し、DPPHラジカル除去作用は他の抗酸化物質（ビタミンE、ビリルビン及びβ-カロチン）よりも高い値を示す。再吸収されたウロビリノーゲンが体内で酸化されると黄色のウロビリンとなり尿から排泄される。腸内に残るウロビリノーゲンはさらに還元されてステルコビリノーゲンになり、別の部位が酸化されて最終的にはステルコビリンになる。このステルコビリンは大便の茶色の元である。なお、ビリルビンが胆汁として分泌されずに体内に蓄積されると黄疸を発症する。

#### 水素ガスの産生と抗酸化作用
難消化性である食物繊維や乳糖の摂取と腸内細菌により呼気やおならへのガスの産生と排出が高まる。産生されるガスは水素とメタンが多いが、メタンは個人差がありメタン産生菌を有していないとメタンは産生されない。おならと呼気の水素量の相関は0.44と高い。
αグルコシダーゼ阻害剤である糖尿病治療薬のアカルボースを服用すると炭水化物の吸収が抑制され大腸の腸内細菌により水素などが産生されるが、アカルボースの服用が心血管事故を抑制する可能性があり、この原因として高血糖の抑制に加えて、呼気中に水素ガスの増加が認められ、この増加した水素の抗酸化作用により心血管事故を抑制するメカニズムが想定されている。
水素による抗酸化作用が各種研究で報告されているところであり、また、腸内細菌は水素を産生している。コンカナバリンAを用いて肝炎を誘導したマウスの実験では、抗生物質を使用して腸内細菌による水素発生を抑制させたマウスと比較して、通常の腸内細菌が発生させた水素はマウスの肝臓の炎症を抑制することが認められた。

#### 腸内環境の維持
乳酸菌等の腸内細菌は、腸内で担体として増加することにより菌体が腸管老廃物を吸着して排出させている可能性がある。健康なヒトの腸内にはたくさんの種類の微生物が生息しており、ほぼ全ての人の腸内からは、ラクトバシラス属やビフィドバクテリウム属の乳酸菌が検出される。ヒトの糞便中1gあたりの菌数は、ビフィズス菌が100億個、ビフィズス菌以外の乳酸菌が10-100万個であるといわれている。これらの乳酸菌は、俗に言う「腸内の善玉菌」の一種として捉えられる場合が多く、腸内常在細菌叢（腸内フローラ）において、これらの細菌の割合を増やすことが健康増進の役に立つという仮説が立てられている。ただしその有効性については、意義があるとする実験結果と関連が認められないとする結果がそれぞれ複数得られており、結論が出ていないのが現状である。前述の「#善玉菌と悪玉菌」も参照。
蜂蜜の中には芽胞を形成し活動を休止したボツリヌス菌が含まれている場合がある。通常は摂取してもそのまま体外に排出されるが、乳児が加熱していない蜂蜜を摂取すると体内で発芽して毒素を出し、中毒症状（乳児ボツリヌス症）を引き起こし、場合により死亡することがあるため、注意を要する。十分に腸内細菌の発達したヒトでは生の蜂蜜を摂食しても、腸内細菌が芽胞からのボツリヌス菌の増殖を妨げる。
腸内細菌であるいくつかのプロバイオティクス株が過敏性腸症候群や慢性便秘の症状の減少に効果があるとされている。症状の減少をもたらす可能性が最も高い腸内細菌は、以下のようなものが掲げられている。
- Streptococcus faecium（フィルミクテス門）
- Lactobacillus plantarum（フィルミクテス門）
- Lactobacillus rhamnosus（フィルミクテス門）
- Propionibacterium freudenreichii（放線菌門）
- Bifidobacterium breve（放線菌門）
- ラクトバチルス・ロイテリ菌（フィルミクテス門）
- Lactobacillus salivarius（フィルミクテス門）
- Bifidobacterium infantis（放線菌門）
- Streptococcus thermophilus（フィルミクテス門）[59][60][61]

#### 血清尿酸値の低下への寄与
ヒトの体内で1日に産生される尿酸は約700mgで、その約1⁄3は食事由来である。尿酸の排泄の約2⁄3は腎臓を経て尿に約1⁄3が腸管から排泄される。腎臓は尿酸の90%を再吸収し、約10%を尿に排泄する。腸内のプリン体は腸内細菌に取り込まれDNA合成に利用され腸管内のプリン体が減少する可能性が指摘されている。ヒトにラクトバチルスガセリPA-3を含むヨーグルトを連日摂取させたところ血清尿酸値の低下が認められた。これは菌体がプリン体を取り込むことによるヒトの体内への吸収抑制によるものであることが推察された。

#### クロストリジウム・ディフィシル腸炎の予防の可能性
クロストリジウム・ディフィシル腸炎は、抗生物質の投与等で正常な腸内細菌叢が撹乱されて菌交代症が生ずる事で発生すると考えられている。正常腸内細菌叢を掻き乱す事は、C. difficile に増殖の機会を与えていることになる。つまり、この疾患は抗生物質関連下痢の一つである。
C. difficile 腸炎の発生は、抗生物質であるニューキノロン、セファロスポリン、クリンダマイシンの使用と強く相関している。クロストリジウム・ブチリカム（宮入菌）の有用性は、高病原性菌の増殖と拮抗することによってクロストリジウム・ディフィシル腸炎の原因菌である高病原性クロストリジウム・ディフィシルの増殖を妨害するその能力に主として起因している。

#### 自閉症の予防の可能性
自閉症児と健康児の腸内細菌を比較するとクロストリジウム属の細菌が平均して10倍程度多い状況が報告されている。乳幼児時に多種多量の抗生物質を投与され腸内細菌の組成が破壊され、クロストリジウム属の増殖とともに自閉症に至った例が紹介されている。幼い脳にダメージを与えるクロストリジウム属の神経毒素が原因であると指摘している。
病原性クロストリジウム属菌は、(Shaw 2010)によって、自閉症をもつ小児の尿より本属が作り出す物質3-(3-ヒドロキシフェニル)-3-ヒドロキシプロパン酸(略称：HPHPA) が高濃度で検出される報告がなされ、カビ毒の向神経作用が注目された。
フィンランドの調査で、腸内フローラが自閉症を予防する効果がある可能性が示唆されている。

#### 免疫機能
en:Gut flora#Immunityを参照のこと。

#### アレルギー予防
en:Gut flora#Preventing allergyを参照のこと。

#### 鉄分の吸収
鉄分は3価の鉄イオンが自然界に存在しており、それが2価の鉄イオンに還元されてから吸収されると考えられている。東京工科大学応用生物学部らのグループは、腸内と同様の環境下で、腸内細菌である大腸菌、酪酸菌、乳酸菌、ビフィズス菌のどれもが、3価の鉄イオンを2価の鉄イオンに還元し微生物の増殖を促したことから、腸内細菌が鉄分の吸収に貢献していると報告した。

### 腸内細菌による病気

#### リトコール酸の産生
リトコール酸（Lithocholic acid）は、脂質を可溶性にして吸収を高める界面活性剤の役割をする胆汁酸の一種である。結腸内において微生物の活動により一次胆汁酸であるケノデオキシコール酸から二次胆汁酸として生合成される。この反応は一部の腸内細菌が有する胆汁酸-7α-デヒドロキシラーゼによってリトコール酸が生成される。腸内細菌の総菌数の 1 - 10パーセント程度の多くの菌株が低い胆汁酸-7α-デヒドロキシラーゼ生産能を有することが確認されている。リトコール酸は、人や実験動物に発癌をもたらすとされている。発がん性を有するリトコール酸などの二次胆汁酸を作り出す腸内細菌は、いずれもクロストリジウム属に属するものでシンデンス菌、ハイレモンアエ菌、ヒラノーニス菌など6種類のものがとりあえず発見されている。

#### 硝酸態窒素から亜硝酸への還元
硝酸態窒素を含む肥料が大量に施肥された結果、地下水が硝酸態窒素に汚染されたり、葉物野菜の中に大量の硝酸態窒素が残留したりといったことが起こっている。人間を含む動物が硝酸態窒素を大量に摂取すると、腸内細菌により亜硝酸態窒素に還元され、これが体内に吸収されて血液中のヘモグロビンと結合してメトヘモグロビンを生成してメトヘモグロビン血症などの酸素欠乏症を引き起こす可能性がある上、2級アミンと結合して発ガン性物質のニトロソアミンを生じる問題が指摘されている。野菜類に主に肥料由来の硝酸塩、亜硝酸塩が多く含まれることがある。市販漬物中には硝酸塩、亜硝酸塩が多く、なかでも葉菜類が最も高く、次いで根菜類、果菜類の順に多かった旨の報告がある。IARC発がん性リスク一覧では、「アジア式野菜の漬物 (Pickled vegetables (traditional in Asia))」が、Group2B（ヒトに対する発癌性が疑われる（Possibly Carcinogenic）化学物質、混合物、環境）としてとりあげられている。アジア式野菜の漬物とは、中国、韓国、日本の伝統的な漬物を意味しており、低い濃度のニトロソアミン等が検出されている。

#### 硫化水素産生菌と潰瘍性大腸炎
硫化水素産生菌が産生する硫化水素が潰瘍性大腸炎の原因ではないかとの指摘がある。大腸の粘膜に硫化水素を代謝する酵素が存在するが、その処理量以上の硫化水素に大腸がさらされることが潰瘍性大腸炎の原因となるのではないかとの指摘がされている。硫化水素はミトコンドリアに所在するシトクロムcオキシダーゼを阻害することにより毒性を発現する。高濃度の硫化水素に曝露されることでアポトーシス関連蛋白質であるカスパーゼ3の活性化、ミトコンドリアからのシトクロムcの遊離が見られ、ミトコンドリアを介したアポトーシスが誘導される可能性がある。大腸粘膜を傷害するおそれのある有害な物質の発生を制御するためシソ科を中心としたいくつかの植物の抽出物を動物にあたえることで硫化水素やメタンチオールの発生を抑制することが明らかになった。イギリスで行われた調査では約3分の1のヒトがメタン菌を保有するメタン生産者である。メタンガスを作らないヒトでは、水素を利用するメタン菌の代わりに硫酸還元菌が水素や乳酸を利用して硫酸イオンを還元し、硫化水素をつくる。

#### アノイリナーゼの産生
アノイリナーゼ（=チアミナーゼ）は、ビタミンB1を分解する酵素である。アノイリナーゼは、一部の山菜（ワラビやぜんまい）、淡水魚（コイやフナ）の内臓、ハマグリなどに含まれる。また、加熱すれば通常この酵素は失活する。アノイリナーゼを産生するアノイリナーゼ菌を腸内細菌として保有しているヒトも数パーセント存在しているといわれている。ただし、この菌を保菌していたとしても、ビタミンB1欠乏症である脚気の自覚症状、他覚症状を呈することはほとんどない。

#### 肥満との関係
肥満の有無にウェルコミクロビウム門に属するアッカーマンシア・ムシニフィラ（Akkermansia muciniphila）という腸内細菌が関わっているとの指摘がある。この細菌が少ない人ほどBMI値が高い。痩せた人ではこの細菌が腸内細菌の4%を占め、太った人ではほとんどゼロである。この細菌は腸壁を覆う粘液層の表面に潜んでいる。この細菌が少ないと粘液層が薄くなりリポ多糖が血液中に入りやすいとされる。なお、リポ多糖は脂肪細胞の炎症を引き起こし新しい脂肪細胞の形成を妨げ、既存の細胞に脂肪の過剰な蓄積を起こす。普通マウスの主要な2種類の腸内細菌と比較して肥満マウスの腸内細菌ではバクテロイデス門が少なく、フィルミクテス門が多かった。ヒトでも同様の結果だった。無菌マウスに普通・肥満マウスの腸内細菌を移したところそれぞれ同様の現象が起きた。肥満マウスでは痩せたマウスに比べてフィルミクテス門に属するクロストリジウム属が飛びぬけて多く存在していた。ヒトの例では、イタリア都市部の低食物繊維・高エネルギー食の子供の便ではフィルミクテス門が多く、アフリカの高食物繊維・低エネルギー食の子供の便ではバクテロイデス門が多かった。フィルミクテス門は脂質やたんぱく質を好み、バクテロイデス門は食物繊維を好む。逆に言えば高食物繊維・低エネルギー食を続ければフィルミクテス門の菌が減り、太りにくくなる。一方、過去の研究を分析しなおした2014年の研究では、フィルミクテス門とバクテロイデス門との比率は、人間の肥満と一貫した関連性がないことが指摘されている。
1950年代からアメリカ合衆国の農家で薬用に満たない低用量の抗生物質の家畜への投与が家畜の体重増加を大幅に早めることが認められ、これを飼育に利用されてきた。なお、実験動物のマウスへの抗生物質の低用量投与でも体重増加を示した。生後6か月のヒトの幼児でも抗生物質の投与と体重増加が関連を示していた。

### 無菌動物
無菌動物とは、体内および体表に微生物（ウイルスや寄生虫を含む）が存在しない動物（現実的には検出可能な全ての微生物が存在しない動物）のことである。無菌動物はウイルス、細菌、寄生虫などの要因を制御するために無菌のアイソレータ内で飼育される。無菌動物は、盲腸の容積が大きく、寿命が長いなどの特徴を有する。自由摂食環境下で無菌マウスと通常マウスを比較したところ、無菌マウスの寿命が長かった結果が得られた。
腸内細菌には大型動物に利益をもたらす面も害をなす面もあるが、どちらが大きいのかについては不明である。無菌動物の場合、寿命が普通個体よりも長いので、総計すれば害の方が大きい、との可能性もある。しかし、現実社会ではヒトが無菌状態で生活することはできない。

## 研究史
オランダのアントニ・ファン・レーウェンフックが17世紀、顕微鏡で糞便を観察して多数の「小さな生き物」を見出したことが、腸内細菌の観察・研究の始まりとなった。彼は「微生物学の父」と呼ばれており、微生物そのものの発見と同時期に、1674年から自作の顕微鏡を使って環境中の様々なものを観察し、ヒトや動物の糞便に含まれる、後に腸内細菌と呼ばれるようになった微生物をスケッチしている。

### 年表
- 1876年 ロベルト・コッホが炭疽菌の純粋培養に成功したのをきっかけに様々な細菌が単離されるようになった。当時のヨーロッパではコレラや腸チフスなどの消化器感染症が流行しており、その患者から病原菌を分離するときに同時に分離されてくる、健常者にも存在する常在菌として、大腸菌（1885年）など、いくつかの腸内細菌科の細菌が分離同定された。しかしこの当時はまだ、酸素に触れると死んでしまう偏性嫌気性菌の存在についてあまり知られていなかったため、実際に培養できたのは腸内細菌の10%にも満たなかった。残りの大部分である、培養できない偏性嫌気性菌については、死んだ菌の残骸であると考えられていた。
- 1880年代 未消化タンパク質の腐敗によって発生した毒性を示す化合物が小腸から発見された[96]。イリヤ・メチニコフが自家中毒説として発展させ、毒素が腸から吸収され寿命を縮めると仮定し、19世紀終わりごろには大衆に広く知られるようになった[97]。
- 1899年 パスツール研究所の研究員であったティシエは、母乳栄養児の糞便から偏性嫌気性菌であるビフィズス菌を分離した。この当時、母乳と人工乳のどちらが与えられるかによって新生児の発育や死亡率などに違いがあり、母乳栄養児の方が健康状態がよいということが知られていた。ティシエはこの違いを明らかにするために糞便中に分離される腸内細菌に着目し、当時はまだ技術的に未熟であった嫌気培養法によってビフィズス菌の分離に成功して、母乳栄養児にこの菌が多く見られることを明らかにした。この発見によって、腸内細菌が宿主の健康に関与していることが注目されるようになり、また20世紀初頭にかけて、多くの偏性嫌気性菌の分離が行われるようになった。
- 1904年 イリヤ・メチニコフはパスツール研究所の副所長に就任した。1907年に『不老長寿論』という著書を出版した。これは、ブルガリアに長寿者が多いことから端を発する説で、乳酸菌を摂取させたところ腐敗物質が減少したので、毒素が発生する（自家中毒になる）のを防止するために乳酸菌を摂取すれば長寿になる、というものである。ブルガリアの乳酸菌の他に、ケフィアや酢漬け、塩漬けの食品によって人々は知らずのうちに乳酸菌を摂取していることを指摘している[98]。メチニコフは1908年に、細胞性免疫を発見し、食細胞説を提唱した功績でノーベル生理学・医学賞を受賞したため、不老長寿説は受賞とは無関係な研究であったものの脚光を浴びることになった[要出典]。しかし、後にメチニコフが提示した乳酸菌（ブルガリア菌）はその大部分が胃で殺菌されてしまい、腸には到達しないことが明らかになり、また同時に、腸内の腐敗物質だけでは老化や様々な疾患発生が説明できないことも明らかになったため、この説は下火になった[要出典]。
- 1918年 ジョン・ハーヴェイ・ケロッグは『自家中毒』[99] という著書を出版し、自家中毒説をもとに未消化の肉には毒を作り出す細菌が繁殖し、毒によって体の不調を招くという理由で菜食を勧めていった。またケロッグはシリアル食品を開発し、食物繊維は腸を刺激して毒を発生させる時間を短くすることにより健康にとって重要であるという宣伝を行なったため、大衆に食物繊維の重要性が認知されていった[97]。
- 1950年代～ 腸内細菌の役割について宿主との共生という観点からの研究が再び盛んになり、嫌気培養技術が大きく発展したことも手伝って、細菌叢調査法が発展し、その実態解明が進んだ。腸内常在微生物叢が宿主の健康に関与していることも次第に明らかになった。腸内細菌バランスに介入することで健康維持を図ろうとする製剤、あるいは健康食品の開発が行われるようになった。この時期に研究を始めた日本の光岡知足は腸内細菌学に大きな功績を残した[1]。
- 1965年 リリーらによってプロバイオティクスとして提唱され[100]、以降、乳酸菌を用いた醗酵食品を腸内に到達させる研究が進んでいった。
- 1995年 有用な腸内細菌を増殖させる物質としてプレバイオティクスという概念が提唱される[101]。プレバイオティクスの代表的なものには食物繊維やオリゴ糖がある。プロバイオティクスとプレバイオティクスの両方の機能を併せ持った食品はシンバイオティクスと呼ばれる。

## ヒト以外の動物の腸内細菌
腸内細菌はヒトだけでなく、消化管を有する様々な動物にも存在しており、その組成は動物種によって異なる。基本的にはいずれもバクテロイデス属（Bacteroides属）などの偏性嫌気性菌が優勢であるが、ヒト、サル、モルモットなどでは乳酸菌としてビフィズス菌の仲間が多いのに対して、ブタ、マウス、イヌ、ウマなどではラクトバチルス（Lactobacillus）が多い。ヒトの腸内細菌の遺伝子はチンパンジー、ボノボ、ゴリラ等霊長類の同種遺伝子と共通していて、これら4種が分化した少なくとも1500万年以上前から引継いだものとみられる。ウマ、ウサギなどの草食動物は嫌気性細菌を蓄える肥大した盲腸や結腸を有している。反芻動物のウシの第一胃では、セルロースを分解し酢酸や酪酸などを生成するルミノコッカス属が多く、50-100万の繊毛虫類も住んでおり、おそらく同居している細菌を食用にしている、ネコ、ウサギ、ウシなどではどちらの乳酸菌も少ない。
鳥類では、ニワトリにはバクテロイデスとラクトバチルスがいる。魚類では、サケ、シマスズキなどで海水性ビブリオが見出されている。
イエシロアリなどの下等シロアリ類では消化管内に住む共生原生動物の酵素で植物繊維のセルロースを分解して消化吸収する。共生しているのは超鞭毛虫類や多鞭毛虫類が中心で、そのほとんどはシロアリの腸内のみに生息している。

## 関連事項
- ヒトマイクロバイオーム
- プロバイオティクス
- 便微生物移植（糞便移植）
- 水素生産菌